# Gerônimo (músico)
Gerônimo Santana Duarte (Salvador, 26 de junho de 1953) é um cantor e compositor brasileiro. Sua composição mais conhecida É d'Oxum, em parceria com Vevé Calasans. Foi regravada pela cantora Gal Costa, tornando-se grande sucesso. A música foi incluída na trilha sonora da minissérie Tenda dos Milagres, da Rede Globo. Compôs também hinos do carnaval baiano, "Eu sou Negão", Jubiabá, Lambada da Delicia. 
Natural de Bom Jesus dos Passos, parte insular de Salvador, tocava na Orquestra Filarmônica da Ilha. Já no final dos anos 60, apresentava-se nos palcos de Salvador. Foi percussionista do Trio Elétrico Dodô e Osmar, tendo também trabalhado com Luiz Caldas. Extremamente identificado com a cultura negra, foi bailarino afro e até hoje usa o ritmo ijexá como base para suas composições. 